# Pietà (Malte)
Pietà ( maltais : Tal-Pietà ) est une ville de la région centrale de Malte, située près de la périphérie de la capitale La Valette. Pietà est la banlieue la plus proche de la capitale après Floriana. Son nom est dérivé de l'italien qui signifie "Miséricorde".

## Histoire
La ville a été fondée par les Ottomans en tant que camp pendant le siège de 1565, mais après leur départ, le site est resté désolé jusqu'en 1570, lorsque les premiers maltais ont commencé à s'installer dans la région.
Deux épidémies, probablement de peste, mirent la ville à genoux d'abord en 1592, puis dans les années 1700, mais une fois cette dernière terminée, les habitants purent recommencer leur vie, et Pietà devint un centre important, compte tenu de sa position centrale située entre Floriana et La Valette .
Dans les années suivantes, deux cimetières sont construits : un civil en 1865 pour les morts du choléra, tandis qu'un autre militaire en 1915 pour les morts de la Première Guerre mondiale.

## Géographie
|       | Marsamxett Harbour |          |
| Msida | Pietà              | Floriana |
|       | Ħamrun             |          |

## Patrimoine et culture

### Personnes notables
- Alfred Sant (1948-), ancien premier ministre maltais, né à Pietà.
- Joseph Muscat (1974-), ancien premier ministre maltais, né à Pietà.
- Alex Agius Saliba (1989-), député européen, né à Pietà.